# Saint-Martin-en-Bresse
Saint-Martin-en-Bresse ist eine französische Gemeinde mit 1.902 Einwohnern (Stand: 1. Januar 2022) im Département Saône-et-Loire in der Region Bourgogne-Franche-Comté. Sie gehört zum Arrondissement Chalon-sur-Saône und zum Kanton Ouroux-sur-Saône. 

## Geographie
Saint-Martin-en-Bresse liegt etwa 56 Kilometer südlich von Dijon in der Landschaft Bresse. Das Gemeindegebiet wird vom Fluss Cosne d’Épinossous durchquert. Umgeben wird Saint-Martin-en-Bresse von den Nachbargemeinden Saint-Maurice-en-Rivière im  Norden und Nordwesten, Verdun-Ciel im Norden, Saint-Didier-en-Bresse im Norden und Nordosten, Serrigny-en-Bresse und Villegaudin im Osten, Diconne im Osten und Südosten, Thurey im Südosten, L’Abergement-Sainte-Colombe und Guerfand im Süden und Südwesten, Montcoy im Westen und Südwesten sowie Damerey im Westen.

## Bevölkerungsentwicklung

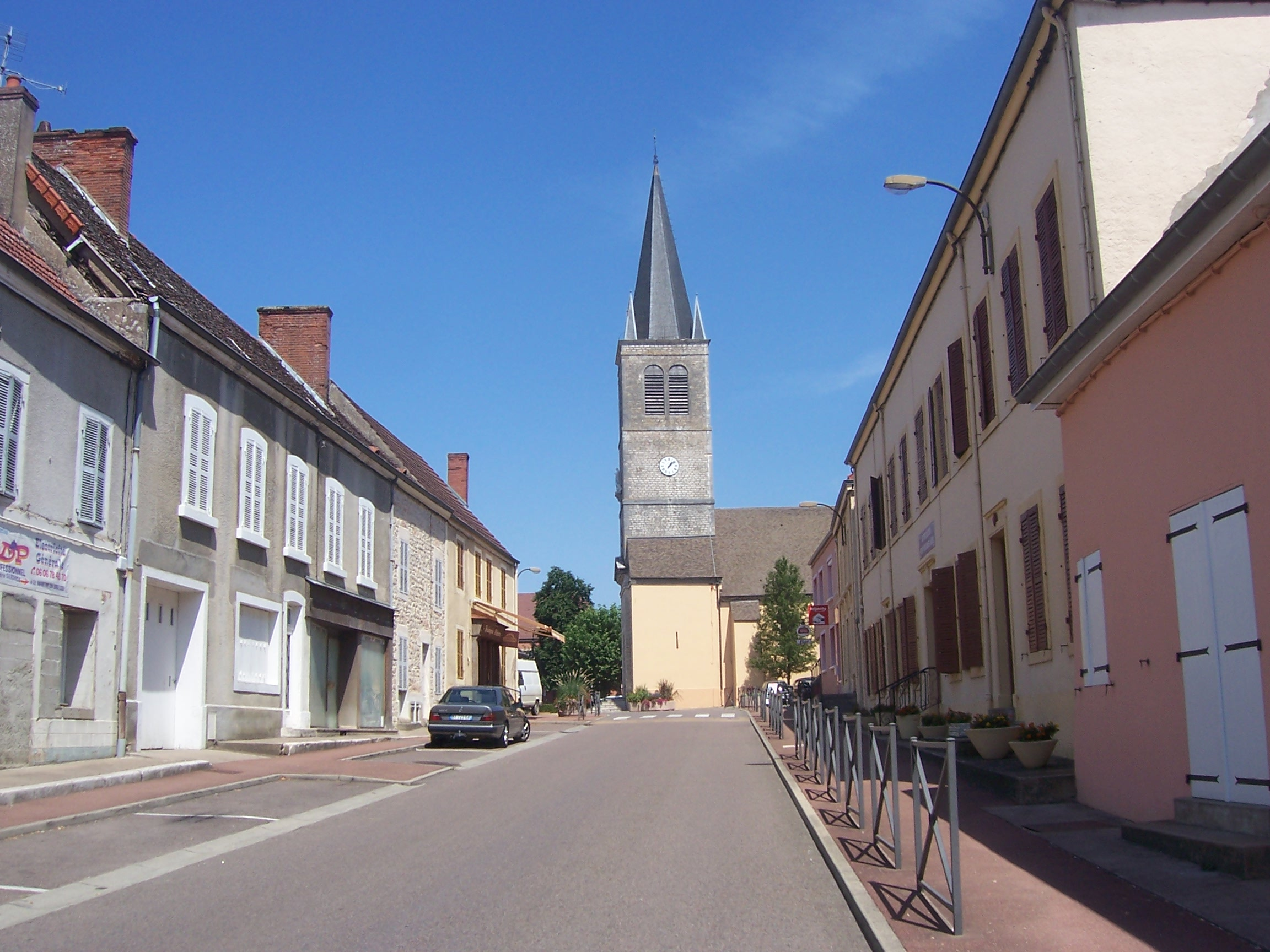
Kirche St. Martin

| Jahr                       | 1962 | 1968 | 1975 | 1982 | 1990 | 1999 | 2006 | 2012 | 2018 |
| Einwohner                  | 1234 | 1125 | 1089 | 1284 | 1603 | 1639 | 1826 | 1899 | 1916 |
| Quellen: Cassini und INSEE |      |      |      |      |      |      |      |      |      |

## Sehenswürdigkeiten
- Kirche St. Martin, erbaut von 1834 bis 1837 (Glockenturm 1870 bis 1878)